# Хинди руси бхай бхай
Хи́нди ру́си бхай бхай (хинди हिंदी रूसी भाई भाई, «индийцы и русские — братья»; последние слова часто неточно передаются как пхай пхай) — лозунг советско-индийской дружбы в 1950—1980-е годы, официально пропагандировавшийся обеими сторонами. Провозглашён Н. С. Хрущёвым на митинге в Бангалоре 26 ноября 1955 года.
Ему хронологически предшествовали аналогичные лозунги «Хинди чини бхай бхай» (хинди हिंदी चीनी भाई भाई) об индийско-китайском братстве, связанный с периодом мирного сосуществования Индии и Китая в 1954—1962 гг. (панча шила) (этот период закончился с Китайско-индийской пограничной войной) и «Русский с китайцем — братья навек» (1950, лозунг также утратил актуальность при Н. С. Хрущёве).
Лозунг проникал и в художественную литературу, например, в книгу и фильм по повести Лазаря Лагина «Старик Хоттабыч» и в повесть Льва Кассиля «Будьте готовы, Ваше высочество!» (неверный вариант «пхай» — из книги Лагина). В российской культуре и печати лозунг продолжает цитироваться и обыгрываться и в постсоветский период, например, в фильме Э. Рязанова «Небеса обетованные» (1991): «[Нищий]. Бандюги! Может, они с дружеским визитом? Мы ж теперь руссиш американ бхай-бхай!». 
В фильме ДМБ прапорщик Казаков тоже говорил этот лозунг из бочки.
Бхай («брат» на хинди, भाई) — этимологически индоевропейское соответствие русского брат (на санскрите भ्रातृ, bhrā́tṛ — бхратри, читается братр); среди других когнатов: английское brother, латинское frāter, древнегреческое φράτηρ.